# Agnes Nixon
Agnes Nixon (Chicago, 10 dicembre 1922 – Haverford, 28 settembre 2016) è stata un'autrice televisiva e produttrice televisiva statunitense.

## Biografia
Nata Agnes Eckhardt, era principalmente conosciuta come creatrice di numerose soap opera come Una vita da vivere, La valle dei pini e Quando si ama. Col marito Robert Nixon, sposato nel 1951, creò una casa di produzione.
Grazie al numero di programmi di successo da lei ideati o prodotti, fu spesso soprannominata la "regina delle soap opera".
Vinse per cinque anni (1985, 1988, 1996, 1997 e 1998) l'Emmy per la migliore sceneggiatura per una serie drammatica, grazie a La valle dei pini.
Nelle sue soap opera, che furono le prime con cast multietnico, introdusse temi delicati come il diritto all'aborto e il pacifismo.
Agnes Nixon morì a 93 anni nel settembre del 2016 per le complicazioni della malattia di Parkinson. Aveva quattro figli e nel 1996 era rimasta vedova.